# Sabrina Kolker
Sabrina Kolker (ur. 14 września 1980 w Comox) – kanadyjska wioślarka.

## Osiągnięcia
- Mistrzostwa Świata – Mediolan 2003 – czwórka bez sternika – 4. miejsce[1].
- Igrzyska Olimpijskie – Ateny 2004 – ósemka – 7. miejsce[1].
- Mistrzostwa Świata – Eton 2006 – ósemka – 5. miejsce[1].
- Mistrzostwa Świata – Monachium 2007 – ósemka – 6. miejsce[1].
- Igrzyska Olimpijskie – Pekin 2008 – dwójka bez sternika – 9. miejsce[1].